# Quadri
Quadri es un municipio situado en el territorio de la Provincia de Chieti, en Abruzos (Italia).

## Historia
Quadri, entre todos los pueblos del mediano valle del Sangro, es ciertamente el municipio fundado en época más reciente. El topónimo Quadri proviene de la palabra "quadre", parcela de terreno de forma cuadrangular que se daban en colonia a los granjeros del sitio.
Fue fundado entre el siglo X y XI por monjes benedictinos que vivían en el monasterio cercano de la Badia de Santa Maria de los Quatri, o de Quatris, construido sobre los restos de un antiguo templo samnita situado en la antigua "Trebula". El pueblo fue construido alrededor del Castillo de los Quatri, luego renombrado en Villa Baronale, para ser defendido por las continuas incuriones de los saracenos que comenzaron a occurir en el XV siglo. El nombre antiguo del pueblo era Quatri (no Quadri) y asumió definitivamente la denominación actual con la caída del Feudalismo (1804) y con el consiguiente nacimiento del moderno Municipio durante la Unidad de Italia.
En 1156 Quadri era propiedad del Duque Oderisio de Idri, y bajo el Reino de Carlos I de Angiò era en las propiedades de "Jacopo delli Quatri". En 1304 se convirtiò en el feudo de Raimondo Caldora (gobernador del pueblo cercano de Civitaluparella) cuya potente familia mantendrá la posesión hasta 1465, excluido el periodo 1392-1401 cuando el feudo era propiedad del Conde Filippo de Fiandra. En este breve período el pueblo de Quadri fue sustraido al condado de Valva y Sulmona, y anexo al condado de Teate (Chieti). En 1465 se da en feudo a Matteo de Capua. A principios del XVII siglo fue propiedad del Conde Melocchi y luego del marqués Periteo Malvezzi que en 1628 lo venderá al barón Giannicola Coccia por 7750 ducati.
Al final del XVII siglo a los Coccia subentran los De Ambrosio que mantendrán el feudo sino al final del XVIII siglo. El último señor de Quadri fue el Duque Catemario que lo gobernó hasta 1806.

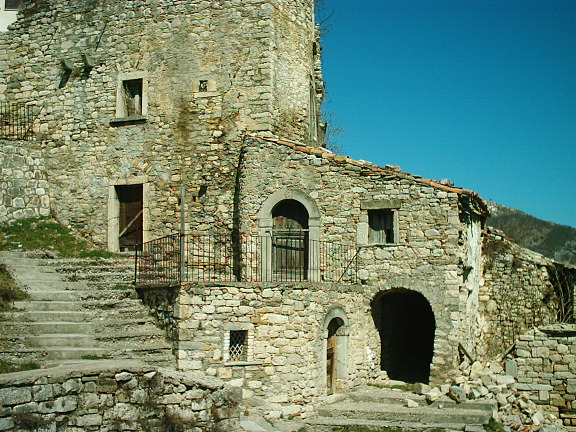
Parte de la aldea antigua llamada "Codacchio"

Durante el último conflicto mundial el pueblo que formaba parte de la "línea Gustav" fue casi arrasado por las tropas germánicas y casi enteramente reconstruido por la misma población, que con escasos recursos económicos, ha sido obligada a emigrar hacia los países del norte Europa y de América.
Hoy Quadri es un pueblo de unos 920 habitantes o menos y es meta de un turismo en constante expansión debido a la presencia en todo el territorio de la trufa blanca Tuber magnatum Pico de alta calidad. En estos últimos años la economía vinculada a esta preciosa trufa se está expandiendo cada vez más. Otra atractiva principal es la presencia del yacimiento arqueológico de Trebula, no muy lejos del pueblo, redescubierto en los años noventa del XX siglo.

## Demografía
| Gráfica de evolución demográfica de Quadri entre 1861 y 2001 |
|                                                              |
| fuente ISTAT - elaboración gráfica a cargo de Wikipedia      |